# Borek (Szczytna)
Borek (niem. Walddorf) – część miasta Szczytna, położona w województwie dolnośląskim, w powiecie kłodzkim, w gminie Szczytna, w siodle Szczytnika, w pobliżu południowej krawędzi Gór Stołowych.

## Historia
Borek powstał najprawdopodobniej na początku XIX wieku, jako kolonia Szczytnej. W XIX wieku okolice Borka były często odwiedzane przez turystów i kuracjuszy z pobliskiej Polanicy, w tym czasie w miejscowości istniało kilka gospód. Borek rozwinął się w roku 1840, kiedy to hrabia Karol Leopold Moritz von Hochberg na swoich gruntach utworzył hutę szkła.

## Zabytki
W Borku zachowały się stare domy mieszkalne i gospodarcze z XIX wieku, o konstrukcjach drewnianych i murowano-drewnianych. 

## Szlaki turystyczne
Przez Borek prowadzą dwa znakowane szlaki turystyczne: 
- z Polanicy-Zdroju do Karłowa,
- z Polanicy-Zdroju do Wambierzyc.